# Anurapteryx beckeri
Anurapteryx beckeri är en fjärilsart som beskrevs av Druce 1897. Anurapteryx beckeri ingår i släktet Anurapteryx och familjen Sematuridae. Inga underarter finns listade i Catalogue of Life.